# Olle Ekbladh
Olle Ekbladh, född Sixten Olov Bertil Ekblad 19 september 1906 i Kristine församling i Falun, död 10 mars 1990 i Kista, var en svensk skådespelare.
Ekbladh debuterade 1948 i Gustaf Edgrens Flottans kavaljerer och kom att medverka i knappt 35 filmer mellan 1948 och 1959.
Han är begravd på Råcksta begravningsplats.

## Filmografi
- 1948 – Flottans kavaljerer
- 1948 – De kämpade sig till frihet
- 1951 – Sköna Helena
- 1951 – Spöke på semester
- 1951 – Fröken Julie
- 1951 – Puck heter jag
- 1951 – 91 Karlssons bravader
- 1952 – Ubåt 39
- 1952 – Kalle Karlsson från Jularbo
- 1953 – Vi tre debutera
- 1953 – Ursula – flickan i finnskogarna
- 1953 – Bror min och jag
- 1953 – Alla tiders 91 Karlsson
- 1953 – Ogift fader sökes
- 1953 – Mästerdetektiven och Rasmus
- 1953 – Vägen till Klockrike
- 1953 – Kungen av Dalarna
- 1954 – Storm över Tjurö
- 1954 – Seger i mörker
- 1954 – Karin Månsdotter
- 1954 – Gud Fader och tattaren
- 1954 – Café Lunchrasten
- 1954 – Hjälpsamma herrn
- 1954 – En lektion i kärlek
- 1955 – Hoppsan!
- 1955 – Farligt löfte
- 1955 – Den glade skomakaren
- 1955 – Giftas
- 1955 – Danssalongen
- 1955 – Bröderna Östermans bravader
- 1956 – Nattbarn
- 1957 – Nattens ljus
- 1958 – Var det nödvändigt?
- 1959 – Nattkörning

## Teater

### Roller (ej komplett)
| År   | Roll          | Produktion                                                                    | Regi             | Teater                      |
| ---- | ------------- | ----------------------------------------------------------------------------- | ---------------- | --------------------------- |
| 1950 |               | Julia i farten Sigge Fischer                                                  | Sigge Fischer    | Tantolundens friluftsteater |
| 1950 | En gränspolis | Rose Marie Rudolf Friml, Herbert Stothart, Otto Harbach och Oscar Hammerstein | Sven Aage Larsen | Oscarsteatern               |
| 1951 |               | Karusellen på Björkeby Sigge Fischer                                          | Sigge Fischer    | Tantolundens friluftsteater |
| 1951 | Gendarm       | Blåjackor Lajos Lajtai och Lauri Wylie                                        | Sven Aage Larsen | Oscarsteatern               |
| 1952 |               | Han valsade en sommar Sigge Fischer                                           | Sigge Fischer    | Tantolundens friluftsteater |

### Fotnoter
1. 1 2  ”Olle Ekbladh”. Svensk Filmdatabas. http://www.sfi.se/sv/svensk-filmdatabas/Item/?type=PERSON&itemid=63686&ref=%2ftemplates%2fSwedishFilmSearchResult.aspx%3fid%3d1225%26epslanguage%3dsv%26searchword%3dOlle+Ekbladh%26type%3dPerson%26match%3dBegin%26page%3d1%26prom%3dFalse. Läst 5 mars 2013.
2. ↑  SvenskaGravar
3. ↑  ”Teaterannons”. Dagens Nyheter:  s. 27. 14 juni 1950. http://arkivet.dn.se/arkivet/tidning/1950-06-14/157/27. Läst 15 februari 2016.
4. ↑  ”Rose Marie”. Musikverket. http://calmview.musikverk.se/CalmView/Record.aspx?src=CalmView.Performance&id=PERF28682&pos=130. Läst 10 juni 2015.
5. ↑  ”Teater Musik Film: Friluftspremiär i kväll”. Dagens Nyheter:  s. 5. 9 juni 1951. http://arkivet.dn.se/arkivet/tidning/1951-06-09/152/5. Läst 6 mars 2016.
6. ↑  ”Blåjackor”. Musikverket. http://calmview.musikverk.se/CalmView/Record.aspx?src=CalmView.Performance&id=PERF25021&pos=13. Läst 3 juni 2015.
7. ↑  Perpetua (9 juni 1952). ”Teater Musik Film: Friluftspremiär”. Dagens Nyheter:  s. 7. http://arkivet.dn.se/arkivet/tidning/1952-06-09/154/7. Läst 6 mars 2016.